# (8222) Gellner
(8222) Gellner est un astéroïde de la ceinture principale.

## Description
(8222) Gellner est un astéroïde de la ceinture principale. Il fut découvert le 22 juillet 1996 à l'Observatoire Kleť par Miloš Tichý et Zdeněk Moravec. Il présente une orbite caractérisée par un demi-grand axe de 2,21 UA, une excentricité de 0,14 et une inclinaison de 4,3° par rapport à l'écliptique.

## Compléments